# قائمة المساجد في قطر
هذه قائمة المساجد في قطر. في نهاية عام 2013 كان هناك ما مجموعه 1,848 مسجدا مسجلا في البلاد.
| الاسم                                  | الصورة | الموقع | العام/القرن | الملاحظات                                                    |
| -------------------------------------- | ------ | ------ | ----------- | ------------------------------------------------------------ |
| الفنار، المركز الثقافي الإسلامي القطري |        | الدوحة |             | أطول مسجد في قطر.                                            |
| مسجد حمزة                              |        | الوكرة |             |                                                              |
| مسجد محمد بن عبد الوهاب                |        | الدوحة | 2011        | المسجد الوطني في قطر. يمكن أن يستوعب ما يصل إلى 30,000 مصلي. |
| جامع القرية التراثية كاتارا            |        | الدوحة | 2010        |                                                              |